# Possession (film 1919)
Possession è un film muto del 1919 diretto e interpretato da Henry Edwards

## Trama
La moglie segreta di un russo sposa un cugino per poter dare un nome al bambino che aspetta.

## Produzione
Il film fu prodotto dalla Hepworth.

## Distribuzione
Distribuito dalla Butcher's Film Service, il film uscì nelle sale cinematografiche britanniche nel settembre 1919.
Si pensa che sia andato distrutto nel 1924 insieme a gran parte degli altri film della Hepworth. Il produttore, in gravissime difficoltà finanziarie, pensò in questo modo di poter almeno recuperare l'argento dal nitrato delle pellicole.